# Rasel Kabir Sumon
Rasel Kabir Sumon (bengalisch: রাসেল কবির সুমন; * um 1975) ist ein Badmintonspieler aus Bangladesch. 

## Karriere
Rasel Kabir Sumon wurde 1996 erstmals nationaler Meister in Bangladesch. Weitere Titelgewinne folgten 1997, 1999, 2001, 2003, 2005, 2006, 2008 und 2009. 2002 nahm er an den Asienmeisterschaften teil und war auch bei den German Open und den Australian Open am Start.